# Jan I Olbracht
Jan I Olbracht (27 tháng 12, 1459 – 17 tháng 6, 1501); sử liệu Tiếng Anh ghi là John I Albert. Ông là Vua của Ba Lan trong khoảng thời gian từ năm 1492 đến năm 1501 và là một vị Công tước xứ Głogów từ năm 1491 đến năm 1498.

## Cuộc đời

### Thời thơ ấu và sự khởi đầu của một sự nghiệp chính trị
Jan là con trai thứ ba của Vua Ba Lan Casimir IV Jagiellon, với Elisabeth của Áo, con gái của Albrecht II của Đức. Năm 1467, khi còn là hoàng tử vị thành niên, Jan Olbracht được học nhiều kiến thức khoa học mới từ sự dạy dỗ của thầy Jan Długosz. Chàng thanh niên Jan Olbracht chịu ảnh hưởng bởi nhà nhân văn người Ý Filip Kallimach, người đã trở thành bạn của Jan về sau này. Jan liên tục chứng tỏ sự vượt trội của bản thân khi học rất giỏi tiếng Latinh, làm quen với những thành tựu văn hóa mới ở châu Âu thời Trung cổ và thời kỳ Phục hưng. Ông đã hoàn thành giáo dục của mình khoảng năm 1474 và bắt đầu hoạt động chính trị bên cạnh cha mình, người đã hướng dẫn Jan tham gia các cuộc chiến tranh xâm lược và hoạt động nghị viện.
Khi còn là hoàng tử, ông đã chứng tỏ sự vượt trội của bản thân qua chiến thắng vẻ vang đối với quân Tatars tại Kopersztyn (1487)

### Chiến đấu cho ngai vàng Hungary
Sau cái chết bất ngờ của vua Hungaria Mátyás Corvin năm 1490, Jan Olbracht và anh trai của ông là Władysław, vua của Bohemia, đã tranh giành ngai vàng Hungary. Cả anh trai Casimir và một số quý tộc Hungaria cũng ngấp nghè ngai vàng vua Hungaria. Năm 1490, quý tộc người Hungary đã tuyên bố Jan là Vua Hungary tại hội nghị Rákos. Nhưng một số quý tộc lại bầu Władysław làm vua, dẫn đến cuộc xung đột giữa hai anh em. Tháng 2/1491, Jan cố gắng đem quân bao vây thành Košice nhưng bất thành. Một trận thư hùng giữa hai anh em diễn ra ngay thành Košice: mở đầu trận, bộ binh Czech và Hungary phối hợp với quân trong thành mở cuộc tấn công vào quân Ba Lan. Quân Ba Lan bị bất ngờ nên không kịp chống cự, đã phải rút lui và phản công quân đối phương trong điều kiện đang có tuyết rơi trắng xóa.
Ngày 20/2/1491, hiệp ước hòa bình của hai anh em được ký kết tại Košice. Theo hiệp ước, Jan được anh trai phong làm lãnh đạo xứ hạ Silesia, kế thừa đất công quốc Głogów. Nhưng khi biết anh cả đang bị bệnh, Jan chuẩn bị âm mưu cướp ngôi vua Hungaria. Ông thậm chí còn phớt lờ sự phản đối của cha mình, người đã ra lệnh cho ông trở về Ba Lan. Cuối cùng Jan Olbracht đã bị đánh bại trong trận Prešov (tháng 1 năm 1492). Sau khi chiếm được thành phố, Jan Olbracht bị Władysław bắt làm tù binh. Tuy nhiên, anh trai đã đón nhận Jan một cách hiếu khách, và cuối cùng đã đưa người em trai bướng bỉnh trở về Ba Lan. Trước khi về nước, ông anh cả Władysław đề nghị cha mình cử Jan Olbracht làm công tước Głogów - đất này đến năm 1498 thì được em trai là Sigismund kế tục.

## Vua Ba Lan

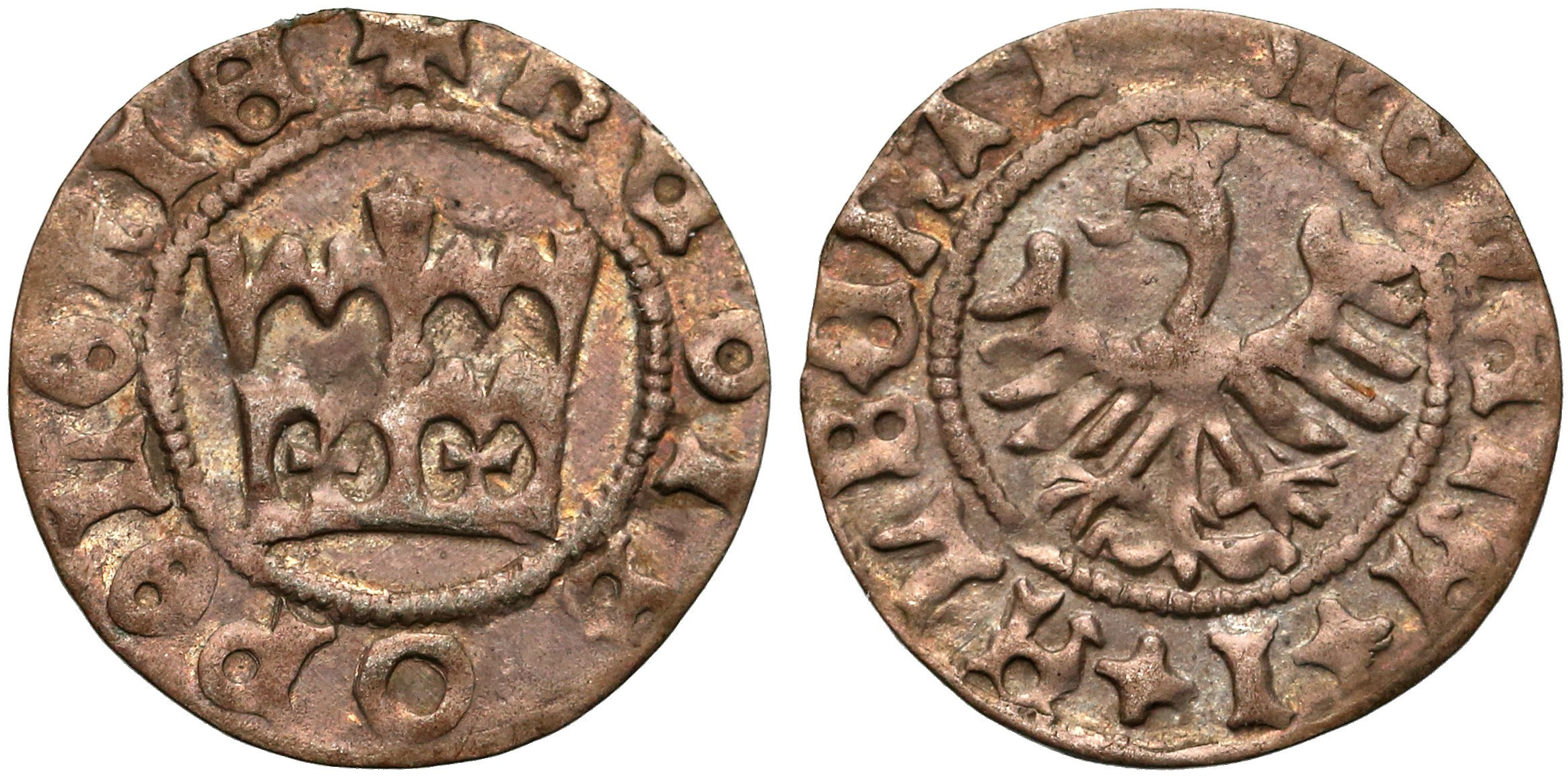
Hai mặt của một đồng xu đúc dưới thời trị vì của Jan I Olbracht.

Năm 1492, Jan kế thừa vương vị của cha ông là Casimir IV Jagiellon nhờ sự giúp đỡ của em trai là Tổng giám mục Krakow Frederick Jagiellon; trong khi đó em trai là Alexander Jagiellon được phong làm Công tước Lithuania.

### Chính sách trong nước

#### Những khởi đầu của Quốc hội Ba Lan (hayNghị viện Ba Lan)
Trong những thập kỷ đầu khi Triều đại Jagiellon thống trị Ba Lan, hội đồng hoàng gia do vua chỉ định, đóng một vai trò ngày càng quan trọng trong việc quản lý nhà nước. Và từ giữa thế kỷ XV, phần lớn quyền lực của nhà vua đều rơi vào tay hội đồng hoàng gia và Nghị viện. Cuối cùng, Hội đồng Hoàng gia dưới thời trị vì của Olbracht đã được biến thành Thượng viện, các quý tộc Ba Lan tập hợp trong các đại hội của Nghị viện. Đến cuối thế kỷ XV - đầu thế kỷ XVI, Thịnh vượng chung trở thành một chế độ quân chủ nghị viện cao quý. Phiên họp đầu tiên của Quốc hội diễn ra tại Piotrków (ngày 18 tháng 1 năm 1493) và người giàu có nhất và nhân từ thì được bầu làm quốc vương. Theo cuộc họp Nghị viện năm 1501, chính quyền trung ương ngoài vua ra sẽ có Tể tướng, Đại tướng quân, Tòa án.... thay nhà vua quản lý đất nước trong lúc ông đi vắng.

#### Đặc quyền của quý tộc với quốc vương
Ngay sau khi lên ngôi, Jan I Olbracht xác nhận tất cả các đặc quyền trước đây của giới quý tộc với điều kiện họ phải đóng thuế đầy đủ cho nhà nước. Mở rộng những đặc quyền mà cha ông đã dành cho giới quý tộc trong đạo luật Nieszawa, Jan I Olbracht ra đạo luật Piotrków cho phép quý tộc miễn trừ các nhiệm vụ hải quan (tức buôn bán), giới hạn sự di cư của nông dân đến một năm một lần ở nông thôn và cấm các địa chủ mua lại các khu đất. Các giáo sĩ không có gốc từ quý tộc thì bị cấm vào nhà thờ và giữ các chức vụ cao trong nhà thờ. Việc học tập của quý tộc bị hạn chế tối đa.
Jan Olbracht cũng giới hạn vai trò của Giáo Hội trong vương quốc khi cấm các giáo sĩ bán hàng và quyên góp các vật dụng từ tín đồ để phục vụ cho mục đích tôn giáo.

### Chính sách đối ngoại

#### Masovia và công quốc Zatorze
Năm 1494, Jan Olbracht đã thành công trong việc mua lại vùng đất Cracow và công quốc Oświęcim, công quốc Zatorze với giá 80.000 zlotys Hungary. Sau cái chết của công tước Jan V của Zatore, công quốc Zatorze được sáp nhập vào Ba Lan. Năm 1495, công tước Janusz II của Plock qua đời và công quốc này cũng bị sáp nhập vào Ba Lan.

#### Chiến tranh Ba Lan - Đế chế Ottoman
Vấn đề Thổ Nhĩ Kỳ là vấn đề chính của chính sách đối ngoại trong triều đại của Jan Olbracht. Nhà vua có kế hoạch tấn công Moldavia để làm bàn đạp tấn công các cảng biển của Ottoman ở Biển Đen là Kilia và Bialogrod, phục hồi uy quyền Ba Lan trên Moldova. Năm 1497, 40.000 quân Ba Lan di chuyển về phía đông nam vào Moldavia. Cuộc vây hãm Suceava thất bại và nối tiếp là tại trận Kozmin, quân Tatars đại thắng và giết khoảng 5.000 hiệp sĩ người Ba Lan.
Thất bại của chiến dịch Moldavia làm uy tín của nhà vua xuống dốc và các đối thủ liên minh với nhau để chống lại Ba Lan. Được Ottoman hỗ trợ, quân Wołochów khởi sự chiến tranh với Ba Lan. Vào mùa xuân năm 1498, quân Tatars xâm chiếm lãnh thổ phía đông nam của Lithuania, và Công tước Moscow, Ivan III của Nga cố gắng kiểm soát Kiev và Smolensk. Đến năm 1500, Công tước Moscow đánh tan quân đội Ba Lan-Litva trong Trận chiến Wiedrosza. Tiếp đến, Hoàng đế Maximilian I của Thánh chế La Mã trong lúc đánh chiếm một phần của Silesia với Głogów, đã kêu gọi Hiệp sĩ Teuton và công tước Phổ hỗ trợ.
Đến mùa xuân năm 1501, Jan I Olbracht ra lệnh tập trung quân đội tại Toruń để chuẩn bị tiến quân, nhưng ông bất ngờ bị mắc bênh truyền nhiệm (có thể là bệnh giang mai) rồi qua đời tại đây. Ông không kết hôn hoặc để lại bất kỳ hậu duệ nào. Sau cái chết của vua Jan Olbracht, ngai vàng đã được tiếp quản bởi em trai của mình là Alexander Jagiellon